# Eugênio I de Bizâncio
Eugênio I foi bispo de Bizâncio durante o reinado do imperador romano Gordiano, entre 240 e 265. Kedrinos o chama de "segundo bispo", o que significa que ele teria sido um segundo bispo em Bizâncio durante Gordiano. O período de seu reinado está contido no de Tito de Bizâncio, uma provável origem do epíteto.